# Ferroviário Maputo
Der Clube Ferroviário de Maputo, kurz Ferroviário genannt, ist ein Sportverein aus Maputo, der Hauptstadt von Mosambik. Der Eisenbahnerverein ist einer der größten Sportvereine des Landes mit zahlreichen Filialen in weiteren Städten. Fußball, Leichtathletik, Basketball, Radfahren, Gymnastik, Hockey, Schwimmen und Tischtennis zählen zu den Sportarten die bei Ferroviário ausgeübt werden.
Die Fußballmannschaft zählt sowohl historisch als auch gegenwärtig zu den Spitzenvereinen von Mosambik. Nach acht Meisterschaften der Kolonialzeit folgten bis 2015 zehn weitere seit der Unabhängigkeit des Landes. Auch die Rollhockey-Spieler – die Sportart ist sowohl im vormaligen Mutterland Portugal als auch im heutigen Mosambik von Bedeutung – gewannen Ferroviário zahlreiche Meisterschaften, darunter die portugiesische Meisterschaft von 1962.

## Geschichte
Der Eisenbahnerklub wurde 1924 als Clube Ferroviário de Lourenço Marques von einer Gruppe von Mitarbeitern der Firma Portos e Caminhos de Ferro de Moçambique gegründet und erhielt 1976 nach der Unabhängigkeit Mosambiks den heute gültigen Namen.
In der von 1922 bis 1961 ausgetragenen Stadtmeisterschaft von Lourenço Marques gewann Ferroviário zwischen 1931 und 1958 14 Mal den Titel war damit die erfolgreichste Mannschaft der Stadt.
Als 1956 erstmals eine nationale Meisterschaft in der damaligen portugiesischen Kolonie ausgetragen wurde, gewann Ferroviário den ersten Titel. Bis zur Unabhängigkeit Mosambiks im Jahr 1975 folgten sieben weitere Meisterschaften. Nach der Unabhängigkeit dauerte es bis 1982 bis zum ersten Titel im neuen Staat. Heute (Stand: 2022) ist Ferroviário mit zehn Titeln gemeinsam mit Costa do Sol der Rekordmeister des modernen Mosambik.
International machte der Klub das erste Mal 1992 von sich reden, als die Hauptstädter ins Halbfinale des CAF Cups einzogen und dort erst im Halbfinale dem ugandischen Vertreter Nakirubo Villa SC Kampale nach Elfmeterschießen unterlagen.
1997 war Ferroviário dann der erste mosambikanische Klub, der sich für die Gruppenphase der afrikanischen Champions League qualifizieren konnte. Trotz zweier Siege und einem Unentschieden in sechs Spielen belegte man den letzten Platz der Gruppe.

## Bedeutende Sportler
Alberto da Costa Pereira wechselte 1954 von Ferroviário zu Benfica Lissabon nach gewann in der Glanzzeit des Vereins mit den Lissabonnern unter anderem zweimal den Europapokal der Landesmeister. Zudem stand er 22-mal im Tor der Portugiesischen Nationalmannschaft. Mit Acúrsio Carrelo wechselte 1955 ein weiterer Torhüter ins portugiesische Mutterland. Beim FC Porto wurde er sowohl im Fußball als auch im Rollhockey portugiesischer Nationalspieler. 1962/63 führte er als Spielertrainer Ferroviário zur Rollhockey-Meisterschaft von Mosambik.
Der 77-fache Nationalspieler Jojó Larrouy, den seine Karriere auch nach Portugal und Australien führte, spielte Anfang der 1990er Jahre eine Saison beim Verein.
Der 30-fache Nationaltorwart João Rafael Kapango brachte es durch einen spektakulären torverhindernden Salto bei der Afrikameisterschaft 2010 zu kurzem Ruhm auf Youtube.
Simão Mate Junior, zwischen 2003 und 2007 bei Ferroviário, wurde 2010 mit Panathinaikos Meister und Pokalsieger von Griechenland. Dario Kahn verließ den Verein 2003 um im arabischen Raum zu spielen und machte durch zwei Eigentore bei der Afrikameisterschaft 2010 auf sich aufmerksam.

## Erfolge

### Fußball
- Meister von Moçambique:
  - Kolonialzeit: 1956, 1961, 1963, 1966, 1967, 1968, 1970, 1972.
  - nach der Unabhängigkeit: 1982, 1989, 1996, 1997, 1999, 2002, 2005, 2008, 2009, 2015.
- Stadtmeisterschaft von Lourenço Marques: 1931, 1932, 1934, 1935, 1936, 1939, 1942, 1947, 1949, 1950, 1951, 1954, 1955, 1958.
- Mosambikanischer Pokalsieger: 1984, 1989, 2004, 2009, 2011. 2022
- Mosambikanischer Superpokalsieger: 1997, 2005, 2006, 2009, 2010, 2012, 2016.

### Rollhockey
- Meister von Moçambique: 1955, 1956, 1957, 1961, 1962, 1963, 1977, 1985, 1986, 1988, 2005, 2008, 2009.
- Meister von Portugal: 1962.

## Platzierungen
Platzierungen seit Einführung der eingleisigen nationalen Liga 1999.
| 2000 | 2001 | 2002 | 2003 | 2004 | 2005 | 2006 | 2007 | 2008 | 2009 | 2010 | 2011 | 2012 | 2013 | 2014 | 2015 | 2016 | 2017 | 2018 | 2019 |
| 2    | 2    | 1    | 5    | 3    | 1    | 2    | 7    | 1    | 1    | 3    | 5    | 3    | 4    | 10   | 1    | 6    | 8    | 2    |      |

## Statistik in den CAF Wettbewerben
| - CAF Champions League: 10 Teilnahmen 1983 – Zweite Runde 1990 – Erste Runde 1997 – Gruppenphase 1998 – Zweite Runde 2000 – Zweite Runde 2003 – Erste Runde 2006 – Erste Runde 2009 – Vorrunde 2010 – Erste Runde 2016 – Erste Runde | - CAF Confederation Cup: 3 Teilnahmen 2004 – Vorrunde 2005 – Erste Runde 2012 – Erste Runde | - African Cup Winners’ Cup: 1 Teilnahme 1994 – Erste Runde | - CAF Cup: 7 Teilnahmen 1992 – Halbfinale 1993 – Erste Runde 1994 – Zweite Runde 1995 – Viertelfinale 1996 – Zweite Runde 2001 – Viertelfinale 2002 – Erste Runde |

## Stadion
Ferroviário spielt im Estádio da Machava, welches seit 1944 steht und 1968 mit Unterstützung der Eisenbahngesellschaft CFM auf eine Zuschauerkapazität von 45.000 ausgebaut wurde.
Außerdem ist das Machava Heimspielstätte der Nationalmannschaft Mosambiks.